# Șoarece săritor cu buzunare
Șoarecele săritor cu buzunare (Dipodomys spectabilis) este o specie de rozătoare din familia Heteromyidae⁠(d). Se găsește în medii aride din sud-vestul Statelor Unite și din Mexic, unde ziua stă într-o galerie, iar noaptea caută semințe și materie vegetală cu care să se hrănească.

## Taxonomie
Șoarecele săritor cu buzunare, Dipodomys spectabilis, a fost descris în 1890 de către Clinton Hart Merriam⁠(d). Există 6 subspecii recunoscute ale șoarecelui săritor cu buzunare:
- Dipodomys spectabilis spectabilis Merriam, 1890
- D. s. baileyi Goldman⁠(d), 1923
- D. s. cratodon Merriam, 1907
- D. s. intermedius Nader, 1965
- D. s. perblandus Goldman, 1933
- D. s. zygomaticus Goldman, 1923

## Descriere

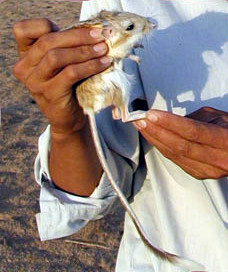
Șoarece săritor cu buzunare

Șoarecele săritor cu buzunare poate crește până la o lungime de aproximativ 34 cm. Suprafața dorsală este ocru-bubalină cu câteva fire de păr cu vârfuri negre, iar părțile inferioare sunt albe. Cea mai distinctivă caracteristică a speciei este coada stufoasă cu benzi negre și cu vârful alb care este fluturată ca un banner. Picioarele din spate ale șoarecelui săritor cu buzunare sunt mult mai lungi decât picioarele sale anterioare, iar locomoția se face prin sărituri.

## Răspândire și habitat
Șoarecele săritor cu buzunare se găsește în sud-vestul Statelor Unite și în Mexic în două populații izolate. Arealul populației nordice, mai mari, cuprinde părți aride din vestul Texasului, o mare parte din Arizona și nordul statului New Mexico și statele mexicane Sonora, Chihuahua și Zacatecas. Populația sudică se găsește mai ales în statele mexicane Aguascalientes și San Luis Potosí. Acest șoarece viețuiește pe pajiști deșertice cu tufișuri arbustive izolate. Dispare dintr-o zonă în care suprafața de acoperire a arbuștilor crește până la peste 20 %.

## Comportament
Șoarecele săritor cu buzunare este nocturn și își petrece ziua într-o galerie excavată complexă. La suprafață, o movilă caracteristică se dezvoltă pe măsură ce animalul sapă și repară tuneluri și îndepărtează așternutul vechi, hrana stricată și cojile de semințe. Materialul excavat este aruncat de la una dintre cele câteva intrări, movila formându-se în timp. Observațiile asupra unui sistem de tuneluri proaspăt construit au raportat că o movilă de 3 m în diametru și 40 cm în înălțime a fost creată în aproximativ doi ani și că fiecare sistem de galerii este ocupat de un singur șoarece săritor cu buzunare. Uneori, o rozătoare din specia Perognathus flavus⁠(d) împarte galeria cu un șoarece săritor cu buzunare.
Șoarecele săritor cu buzunare se hrănește cu semințe și alte părți ale plantelor, în special semințe de graminee sub formă de capete întregi de semințe. Depozitează surplusul de hrană în galeria sa și este specia ce depozitează hrană cel mai mult dintre speciile din genul Dipodomys⁠(d). În cadrul unui studiu de cercetare în care șoarecii au fost echipați cu echipamente de urmărire radio, indivizii aveau fiecare un domeniu vital cu suprafața de câte aproximativ 450 m² ce se suprapunea ușor cu cel al vecinilor lor. Șoarecii au ieșit din galeriile lor la scurt timp după apusul soarelui și s-au îndreptat rapid spre zonele de hrănire, au căutat hrană timp de două sau trei ore și apoi s-au grăbit înapoi la galerie, în care au și rămas. O altă perioadă de activitate intensă a avut loc cu câteva ore înaintea zorilor. Hrană colectată, ce a fost transportată în fălci, consta din capete de semințe și smocuri de graminee și a fost depozitată în straturi în galerie, în camere de până la 25 cm în diametru.
Șoarecele săritor cu buzunare folosește bătutul din picioare în apărarea teritorială și emite un semnal diferit de bătut din picioare atunci când observă prădători precum șarpele Pituophis melanoleucus⁠(d). Bătutul din picioare pare să nu fie folosit pentru a avertiza oricare alți șoareci săritori cu buzunare din zonele adiacente cu pericolul, ci este folosit în schimb pentru a avea grijă de proprii pui și pentru a informa prădătorul că potențiala pradă este în alertă, ceea ce îi reduce șansele de a o vâna cu succes.

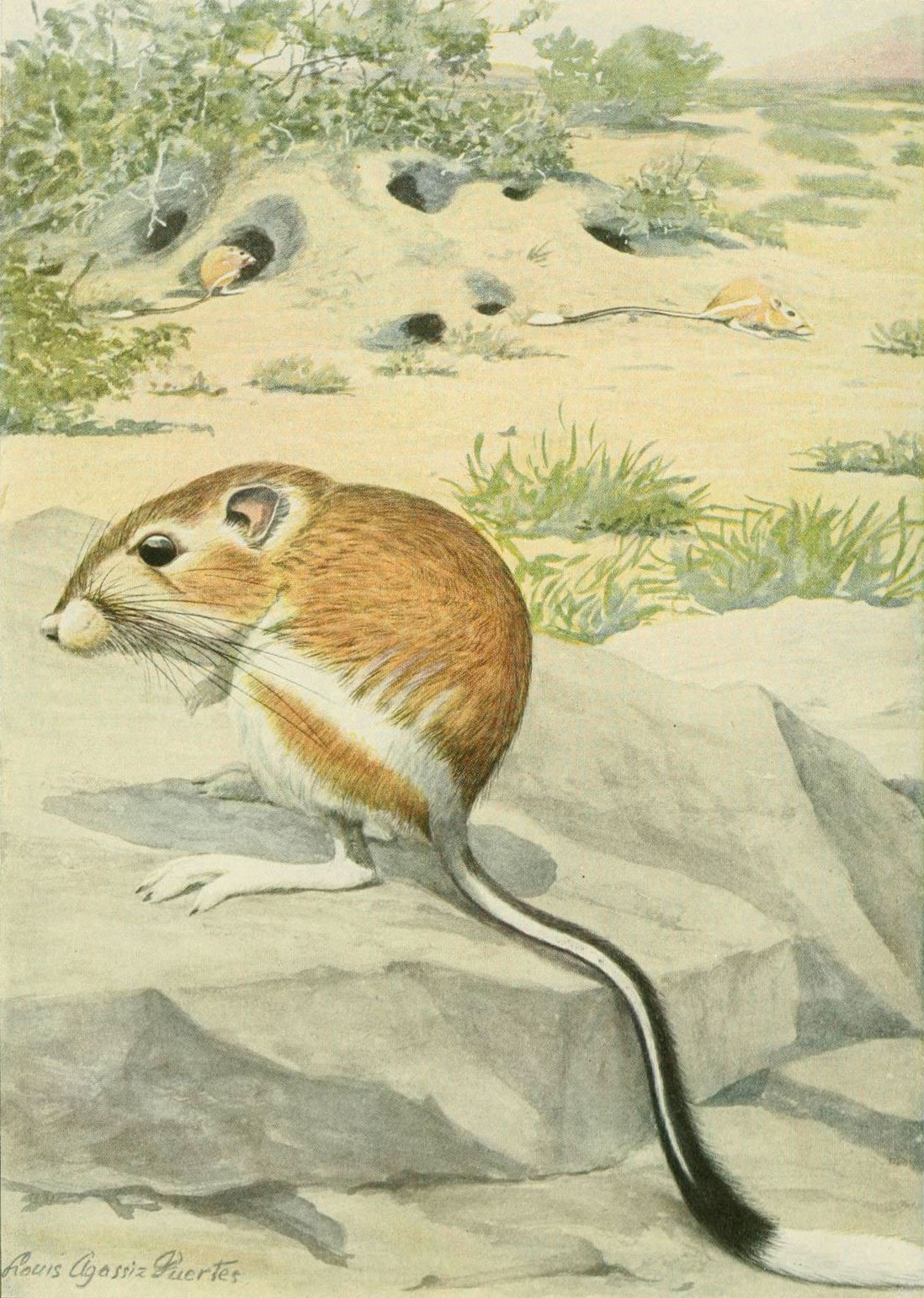
Desen realizat de

## Stare de conservare
Șoarecele săritor cu buzunare necesită un tip de habitat foarte specific și dacă este amenințat de invadarea pășunilor deșertice deschise de către Larrea tridentata⁠(d), anumite plante din genul Prosopis și alte plante lemnoase. Este comună în unele localități, dar în general populația tinde să scadă, iar Uniunea Internațională pentru Conservarea Naturii listează starea de conservare a speciei ca fiind de „aproape amenințată⁠(d)”.